# Triathlon na Światowych Wojskowych Igrzyskach Sportowych 2011
Triathlon na Światowych Wojskowych Igrzyskach Sportowych 2011 – zawody, które odbywały się w brazylijskim Rio de Janeiro w Forcie Copacabana w dniu 24 lipca 2011 roku podczas igrzysk wojskowych.
Klasyfikację medalową wygrała Francja z 4 medalami (w tym 3 złote i 1 srebrny). Reprezentacja Polski zdobyła 2 złote oraz 1 medal brązowy.
Zawody były równocześnie traktowane jako XVI Wojskowe Mistrzostwa Świata w triatlonie.

## Harmonogram
| Lipiec    | 15 | 16 | 17 | 18 | 19 | 20 | 21 | 22 | 23 | 24 |
| --------- | -- | -- | -- | -- | -- | -- | -- | -- | -- | -- |
| Triathlon |    |    |    |    |    |    |    |    |    | 5  |

Legenda
|  | Eliminacje | 1 | Finał (ilość) |

## Konkurencje
Kobiety
- indywidualnie, drużyna

Mężczyźni
- indywidualnie, drużyna

Mikst
- drużyna mieszana

## Medaliści

### Mężczyźni
| Konkurencja   | Złoto                     | Srebro                     | Brąz                  |
| Indywidualnie | Pierre Le Corre · Francja | Gregory Rounault · Francja | Daniel Hofer · Włochy |
| Drużynowo     | Francja ·                 | Brazylia ·                 | Belgia ·              |

### Kobiety
| Konkurencja   | Złoto                                     | Srebro                  | Brąz                   |
| Indywidualnie | Agnieszka Jerzyk · Polska                 | Carla Moreno · Brazylia | Maria Cześnik · Polska |
| Drużynowo     | Polska · Agnieszka Jerzyk · Maria Cześnik | Chiny ·                 | Brazylia ·             |

### Mikst
| Konkurencja | Złoto     | Srebro     | Brąz    |
| Drużynowo   | Francja · | Brazylia · | Chiny · |

## Klasyfikacja medalowa
* Organizator zawodów został zaznaczony tym kolorem, Polskę oznaczono tekstem pogrubionym.
| Miejsce           | Reprezentacja     | Złoto | Srebro | Brąz | Razem |
| ----------------- | ----------------- | ----- | ------ | ---- | ----- |
| 1                 | Francja           | 3     | 1      | 0    | 4     |
| 2                 | Polska            | 2     | 0      | 1    | 3     |
| 3                 | Brazylia *        | 0     | 3      | 1    | 4     |
| 4                 | Chiny             | 0     | 1      | 1    | 2     |
| 5                 | Belgia            | 0     | 0      | 1    | 1     |
| 5                 | Włochy            | 0     | 0      | 1    | 1     |
| Ogółem (6 państw) | Ogółem (6 państw) | 5     | 5      | 5    | 15    |

Źródło: